# Adhémar Lener
Adhémar Lener est un architecte belge adepte de l'Art nouveau qui fut actif à Bruxelles.

## Biographie
En 1908, Adhémar Lener, assisté du jeune Antoine Pompe, remporta le concours organisé (en vue de l'Exposition universelle de 1910 à Bruxelles) par la société « Les Grands Hôtels Belges S.A. » pour la construction d'un hôtel de luxe à la place Rogier : le Palace Hôtel.
Le premier immeuble en béton de Belgique fut construit par Adhémar Lener en un temps record de 11 mois, malgré le sol marécageux qui imposa de construire l'hôtel sur 1800 pieux de béton.
Le Palace Hôtel ouvrit en 1910 avec 400 chambres et fut un des hôtels les plus renommés de Bruxelles jusqu'au milieu des années 1970.

## Immeubles de style « Art nouveau géométrique »
- 1908-1909 : Palace Hôtel, place Rogier 22-24 (avec Antoine Pompe comme assistant)[2], une des plus belles réalisations de l'Art nouveau géométrique à Bruxelles

Le Palace Hôtel
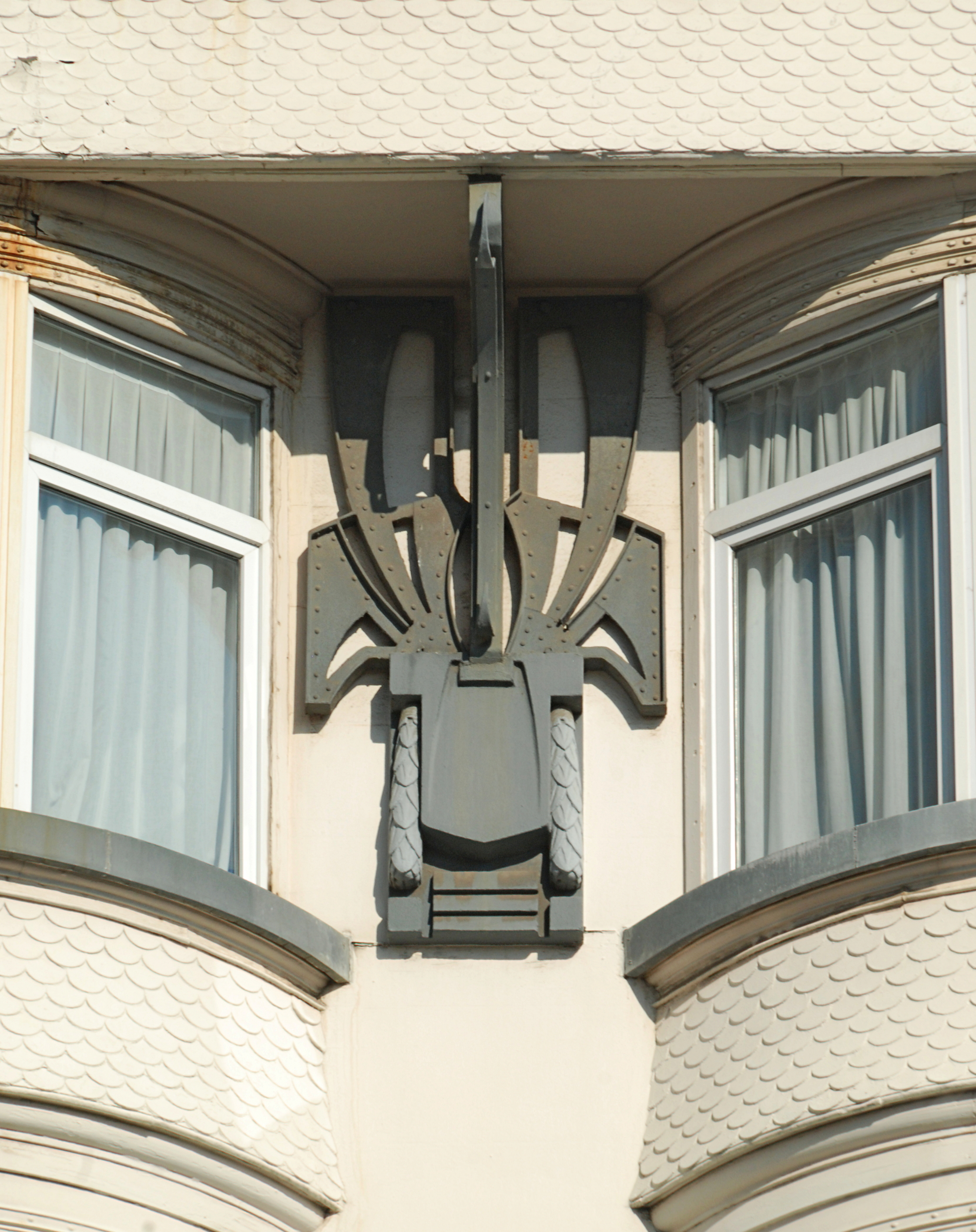
Console en fer.
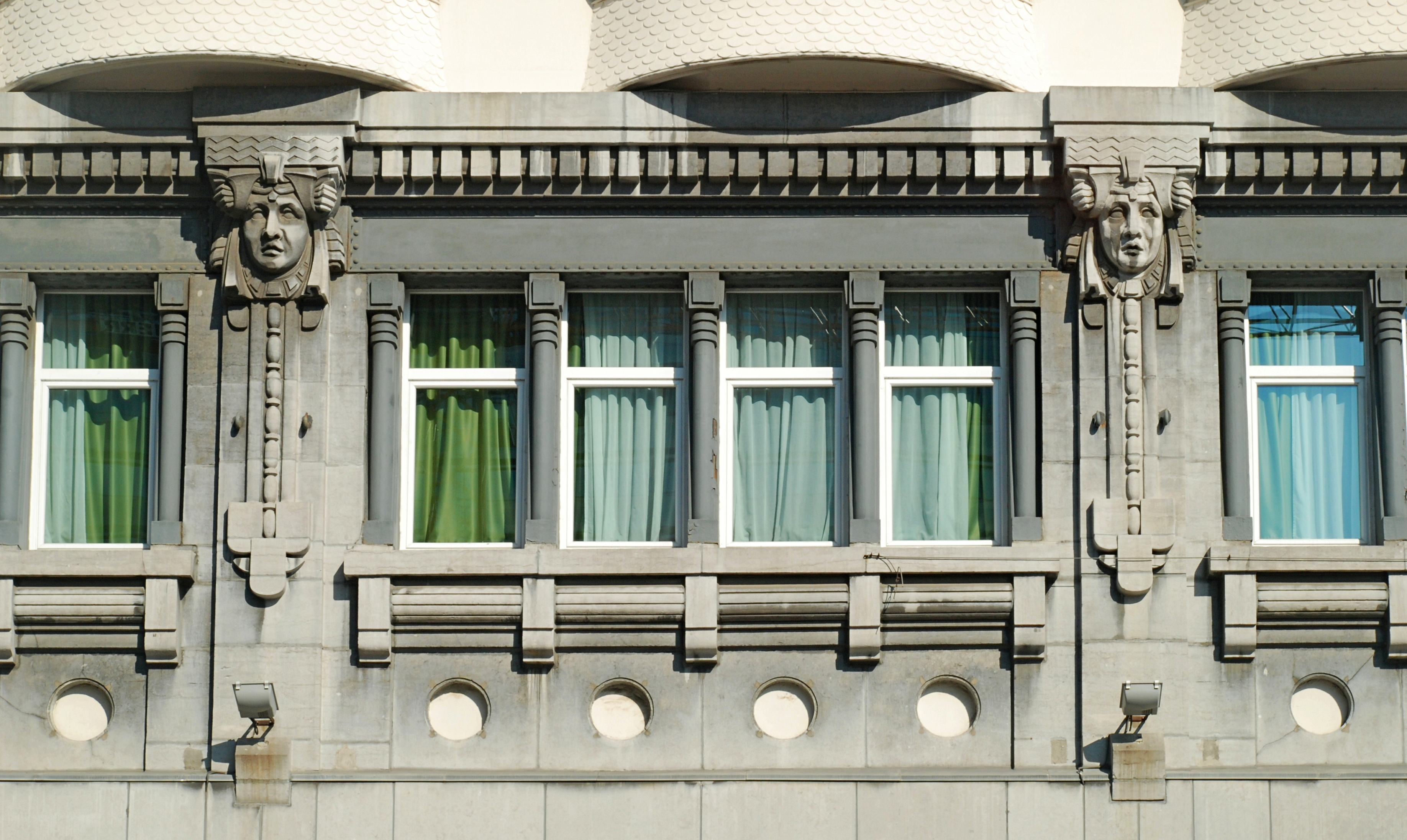
Baie de l'entresol.
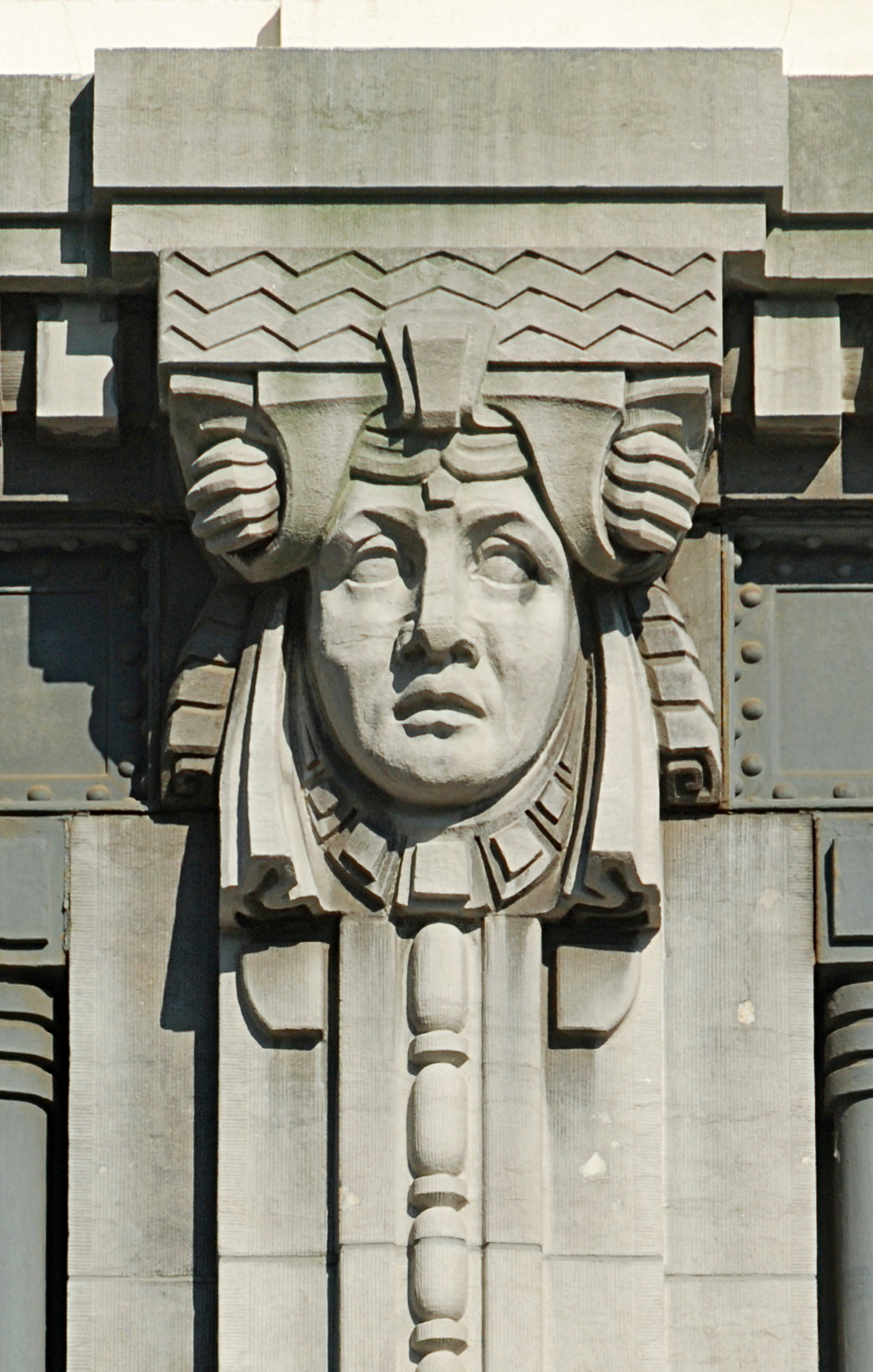
cariatide stylisée.

## Immeubles de style Art nouveau teinté d'éclectisme
- 1909-1909 : siège des Entreprises Léon Monnoyer, angle rue Camille Lemonnier 1 et avenue Louis Lepoutre 28[3],[4]

## Immeubles de style Art déco
- 1928 : boulevard Brand Whitlock 95[5]

## Immeubles de style éclectique
- 1905 : devanture du rez-de-chaussée de l'immeuble situé avenue Louise n° 3 (avec Antoine Pompe; modifié en 1988)[6]
- 1924 : rue Henri Wafelaerts, 2-4-6 (style éclectique teinté d'Art déco)[7]